# Ballingslöv
Ballingslöv is een plaats in de gemeente Hässleholm in Skåne de zuidelijkste provincie van Zweden. De plaats heeft 321 inwoners (2005) en een oppervlakte van 59 hectare.

## Verkeer en vervoer
Bij de plaats loopt de Riksväg 23.